# Liste der Stolpersteine in Kolín

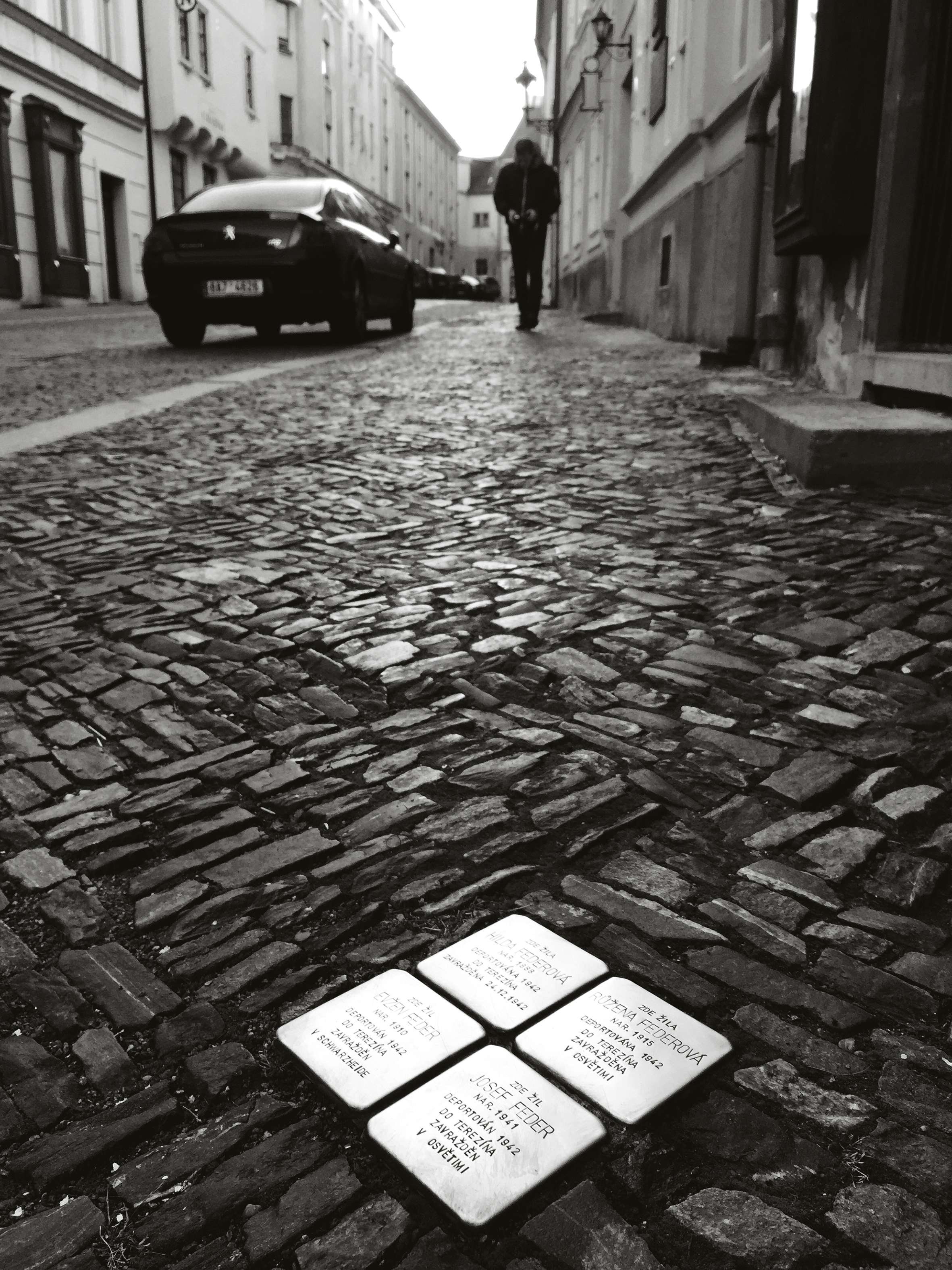
Stolpersteine für die Familie Feder in Kolín

Die Liste der Stolpersteine in Kolín enthält die Stolpersteine, die in der Stadt Kolín (deutsch Kolin) im Středočeský kraj verlegt wurden. Sie erinnern an das Schicksal der Menschen, die von den Nationalsozialisten in Tschechien ermordet, deportiert, vertrieben oder in den Suizid getrieben wurden. Die Stolpersteine wurden von Gunter Demnig verlegt.
Das tschechische Stolpersteinprojekt Stolpersteine.cz wurde 2008 durch die Česká unie židovské mládeže (Tschechische Union jüdischer Jugend) ins Leben gerufen. Die Stolpersteine liegen vor dem letzten selbstgewählten Wohnort des Opfers. Die Stolpersteine werden auf Tschechisch stolpersteine genannt, alternativ auch kameny zmizelých (Steine der Verschwundenen).
Die Tabellen ist teilweise sortierbar; die Grundsortierung erfolgt alphabetisch nach dem Familiennamen.

## Kolín
| Bild | Name                            | Standort                     | Leben |
| ---- | ------------------------------- | ---------------------------- | --- |
|      | Evžen Feder                     | Na Hradbách 124 ·            | Evžen Feder wurde am 20. Juni 1910 in Gablonz geboren. Seine Eltern waren Richard Feder, der Rabbiner von Kolín, und Hilda. Er hatte eine ältere Schwester, Ruth (geb. am 19. Dezember 1908 in Gablonz) und einen jüngeren Bruder, Viktor (geb. am 16. April 1915 in Kolín). Er war mit Růžena (geb. 1915) verheiratet. Das Paar hatte einen Sohn, Josef (geb. 1941). Am 13. Juni 1942 wurden Evžen Feder, seine Frau, sein Sohn, seine Eltern, seine Schwester, sein Schwager und sein Neffe verhaftet und mit dem Transport AAd in das Konzentrationslager Theresienstadt deportiert. Seine Transportnummer war 666 von 736. Zu diesem Zeitpunkt war sein Bruder Viktor, der von Januar bis April 1942 in Theresienstadt war, bereits nach Zamość deportiert und vom NS-Regime ermordet worden. Danach wurde die Familie systematisch zerstört und nahe zur Gänze ausgerottet. Während sein Vater als Rabbiner für die verzweifelten Theresienstadt-Insassen wirkte und versuchte, ihnen Hoffnung zu geben, litt seine Mutter massiv unter den Haftbedingungen und verstarb am 24. Dezember desselben Jahres. Fast zwei Jahre nach ihrer Ankunft wurden Evžen Feder, seine Frau und sein Sohn von ihren Familienmitgliedern getrennt und am 15. Mai 1944 mit Transport Dz ins Konzentrationslager Auschwitz deportiert. Seine Transportnummer war 387 von 2.501. Dort wurden Vater, Mutter und Sohn (im Alter von zweieinhalb Jahren) ermordet. Am 28. Oktober 1944 wurden schließlich seine Schwester, ihr Ehemann Pavel Heller und deren 15-jähriger Sohn Walter nach Auschwitz deportiert und sofort nach der Ankunft vergast. Richard Feder überlebte die Shoah, kehrte nach Kolín zurück und baute dort die jüdische Gemeinde wieder auf. 1947 schrieb er ein Buch über die jüdische Tragödie, die seinen ermordeten Mitbürgern gewidmet war. 1953 wurde er in Brünn zum Oberland-Rabbiner ernannt. 1970 starb er im Alter von 95 Jahren. |
|      | Josef Feder                     | Na Hradbách 124 ·            | Josef Feder wurde am 13. Oktober 1941 in Kolín geboren. Er war der einzige Sohn von Evžen Feder und Růžena Federová. Noch als Baby, am 13. Juni 1942, wurde er – gemeinsam mit seinen Eltern, seinen Großeltern, Tante, Onkel und Cousin – verhaftet und mit dem Transport Aad in das Konzentrationslager Theresienstadt deportiert. Seine Transportnummer war 668 von 736. Die Familie wurde systematisch zerstört und vom NS-Regime fast vollständig ausgerottet. Noch vor seiner Ankunft in Theresienstadt war sein Onkel von dort nach Zamość deportiert worden. Seine Großmutter starb am 24. Dezember desselben Jahres im Konzentrationslager. Fast zwei Jahre nach ihrer Ankunft wurden der kleine Junge und seine Eltern von den anderen Familienmitgliedern getrennt und am 15. Mai 1944 mit dem Transport Dz ins Konzentrationslager Auschwitz deportiert. Seine Transportnummer war 389 von 2.501. Dort, Josef Feder wurde im Alter von zweieinhalb Jahren ermordet, ebenso seine Eltern. |
|      | Hilda Federová                  | Na Hradbách 124 ·            | Hilda Federová wurde am 24. Februar 1888 geboren. Sie war mit dem Rabbiner Richard Feder verheiratet. Das Paar hatte drei Kinder, Ruth (geb. 1908 in Gablonz), Evžen (geb. 1910 in Gablonz) und Viktor (geb. 1915 in Kolín). Ihr letzter Wohnsitz vor der Deportation war in Kolín. Am 13. Juni 1942 wurden Hilda Federová und ihre Familie verhaftet und mit dem Transport Aad in das Konzentrationslager Theresienstadt deportiert. Ihre Transportnummer war 664 von 736. Sie starb dort am 24. Dezember 1942. Alle ihre Kinder und Enkelkinder wurden im Lauf der Shoah ermordet. Nur ihr Ehemann konnte überleben. Er starb 1970, im Alter von 95 Jahren. |
|      | Růžena Federová                 | Na Hradbách 124 ·            | Růžena Federová wurde am 16. März 1915 geboren. Sie war mit Evžen Feder verheiratet. Das Paar hatte einen Sohn, Josef (geb. 1941). Am 13. Juni 1942 wurden Růžena Federová und ihre Familie, die Eltern ihres Mannes und seine Schwester mit dem Transport Aad in das Konzentrationslager Theresienstadt deportiert. Ihre Transportnummer war 667 von 736. Fast zwei Jahre nach ihrer Ankunft, am 15. Mai 1944, wurden sie, ihr Ehemann und ihr Sohn von den anderen Familienmitgliedern getrennt und mit Transport Dz n das Konzentrationslager Auschwitz deportiert. Ihre Transportnummer war 388 von 2.501. Dort wurden Vater, Mutter und Sohn (im Alter zweieinhalb Jahren) ermordet. |
|      | Alfred Fischer                  | Karlovo náměstí 20 ·         | Alfred Fischer wurde am 14. April 1900 in Třebíč geboren. Seine Eltern waren Eduard Fischer und Auguste geb. Zeisel. Er hatte zumindest einen Bruder, Karel. Er war mit Marta geb. Eckstein verheiratet. Das Paar hatte drei Kinder, Karel (geb. am 13. Juni 1918), Eugenie (geb. 1931) und Edita (geb. 1935). Der letzte Wohnsitz der Familie vor der Deportation war in Kolín. Am 13. Juni 1942 wurden Alfred Fischer, seine Frau und seine kleinen Töchter mit Transport AAd in das Konzentrationslager Theresienstadt deportiert. Seine Transportnummer war 56 von 736. Nach vier Monaten, am 8. Oktober 1942, wurde die Familie ins Vernichtungslager Treblinka deportiert. Seine Transportnummer war 40 von 1.000. Dort wurden Vater, Mutter und die beiden Töchter vom NS-Regime ermordet. Sohn Karel überlebte die Shoah. Er nannte sich später Karel Avi Ophir und starb 1996 in Israel. Das Schicksal von Alfred Fischers Eltern und seines Bruders Karel ist unbekannt. |
|      | Edita Fischerová                | Karlovo náměstí 20 ·         | Edita Fischerová wurde am 24. April 1935 in Kolín geboren. Ihre Eltern waren Alfred Fischer und Marta geb. Eckstein. Sie und ihre Schwester Eugenie (geb. 1931) wuchsen in Kolín auf, sie hatte auch einen älteren Bruder, Karel (geb. 1918). Am 13. Juni 1942 wurden beide Mädchen und ihre Eltern verhaftet und mit Transport AAd in das Konzentrationslager Theresienstadt deportiert. Ihre Transportnummer war 59 von 736. Vier Monate später, am 8. Oktober 1942, wurde die Familie ins Vernichtungslager Treblinka deportiert. Ihre Transportnummer war 43 von 1.000. Dort wurden Mutter, Vater und die beiden Töchter vom NS-Regime ermordet. Edita Fischerová war 7 Jahre alt Nur ihr Bruder konnte überleben. |
|      | Eugenie Fischerová              | Karlovo náměstí 20 ·         | Eugenie Fischerová, auch Evženie, wurde am 2. November 1931 in Kolín geboren. Ihre Eltern waren Alfred Fischer und Marta geb. Eckstein. Sie und ihre Schwester Edita (geb. 1935) wuchsen in Kolín auf, sie hatte auch einen älteren Bruder, Karel (geb. 1918). Am 13. Juni 1942 wurden beide Mädchen und ihre Eltern verhaftet und mit Transport AAd in das Konzentrationslager Theresienstadt deportiert. Ihre Transportnummer war 58 von 736. Vier Monate später, am 8. Oktober 1942, wurde die Familie ins Vernichtungslager Treblinka deportiert. Ihre Transportnummer war 42 von 1.000. Dort wurden Mutter, Vater und die beiden Töchter vom NS-Regime ermordet. Edita Fischerová war 10 Jahre alt. Nur ihr Bruder konnte überleben. |
|      | Marta Fischerová geb. Eckstein  | Karlovo náměstí 20 ·         | Marta Fischerová geb. Eckstein wurde am 1. Mai 1900 in Kolín geboren. Ihre Eltern waren Eduard Eckstein und Filipa geb. Freund. Sie hatte vier Geschwister, Adolf (geb. 1890), Růžena (geb. 1893, später Glöcknerová), Josef (geb. 1897) und František (geb. 1906). Sie war mit Alfred Fischer verheiratet. Das Paar hatte drei Kinder, Karel (geb. am 13. Juni 1918), Eugenie (geb. 1931) und Edita (geb. 1935). Der letzte Wohnsitz der Familie vor der Deportation war in Kolín. Am 13. Juni 1942 wurden Marta Fischerová, ihr Ehemann und seine kleinen Töchter mit Transport AAd in das Konzentrationslager Theresienstadt deportiert. Ihre Transportnummer war 57 von 736. Vier Monate später, am 8. Oktober 1942, wurde die Familie mit Transport Bu ns Vernichtungslager Treblinka deportiert. Dort wurden Vater, Mutter und die beiden Töchter vom NS-Regime ermordet. Alle ihre Geschwister wurden im Lauf der Shoah getötet: Adolf 1942 in Trawniki, Josef 1943 in Riga, Růžena und František 1944 in Auschwitz. Ihr Sohn Karel überlebte, nannte sich später Karel Avi Ophir und starb 1996 in Israel. |
|      | Elsa Hellerová                  | ul. Karolíny Světlé 137 ·    | Elsa Hellerová wurde am 11. April 1883 in Kolín geboren. Ihr letzter Wohnort vor der Deportation war in Kolín. Am 13. Juni 1942 wurde sie mit dem Transport AAd ins Konzentrationslager Theresienstadt deportiert. Ihre Transportnummer war 31 von 736. Drei Monate später, am 8. September 1942, wurde sie mit dem Transport Bk in das Vernichtungslager Maly Trostinez deportiert. Ihre Transportnummer war 26 von 1.000. Elsa Hellerová wurde vom NS-Regime ermordet. |
|      | Otto Kodiček                    | Karlovo náměstí 91 ·         | Otto Kodiček, auch Ota, wurde am 16. August 1888 in Kolín geboren. Sein letzter Wohnsitz vor der Deportation war in Kolín. Am 13. Juni 1942 wurde er mit dem Transport AAd ins Konzentrationslager Theresienstadt deportiert. Seine Transportnummer war 156 von 736. Dort blieb er für mehr als zwei Jahre und drei Monate interniert. Am 1. Oktober 1944 wurde er mit dem Transport Em in das Konzentrationslager Auschwitz deportiert. Seine Transportnummer war 665 von 1.501. Er wurde vom NS-Regime ermordet. |
|      | Gustav Mandelík                 | Pražská ulice, dům čp. 1 ·   | Gustav Mandelík wurde am 21. August 1868 in Kolín geboren. Seine Eltern waren Ignatz Mandelik (1839–1899) und Marie geb. Kobler (1847–1916). Er hatte zwölf Geschwister. Zumindest fünf von ihnen starben in der frühen Kindheit. Er war Kaufmann und verheiratet mit Růžena geb. Lewith. Das Paar hatte drei Kinder: - Zdeňka (geb. am 13. April 1897 in Kolín, verheiratet mit Robert Nettl aus Nové Dvory, eine Tochter namens Eva, geb. am 10. Mai 1922) - Ignaz Paul (geb. am 6. März 1900, Schicksal unbekannt) - Erich Walter (geb. am 29. Juli 1904, Schicksal unbekannt) Der letzte Wohnsitz von Gustav Mandelík und seiner Frau vor der Deportation war in Kolín. Am 13. Juni 1942 wurden beide mit dem Transport AAd in das Konzentrationslager Theresienstadt deportiert. Seine Transportnummer war 138 von 736. Am 10. August 1942 kamen seine Tochter Zdeňka und seine Enkeltochter Eva, ebenfalls von Prag aus, in Theresienstadt an. Gustav Mandelík verstarb am 31. Oktober desselben Jahres in Theresienstadt, wegen der Folgen von Unterernährung, Überbevölkerung und Mangel an Hygiene. In der Sterbeurkunde wird sogar offiziell Kachexie eingestanden. Ehefrau, Enkelin Eva und Bruder Max verloren ihr Leben 1943 in Auschwitz, Tochter Zdeňka und deren Mann 1944 ebendort. Das Schicksal der Geschwister Ernestine und Karl ist unbekannt. |
|      | Růžena Mandelíková geb. Lewith  | Pražská ulice, dům čp. 1 ·   | Růžena Mandelíková geb. Lewith, auch Rosalie, wurde am 24. April 1873 geboren. Ihre Eltern waren Jonathan/Jonas Lewith (ca. 1842–1928) und Ewa/Elisabeth geb. Lederer (ca. 1841–1914). Sie hatte acht Geschwister. Sie war mit Gustav Mandelík verheiratet. Das Paar hatte drei Kinder: Zdeňka (geb. am 13. April 1897 in Kolín), Ignaz Paul (geb. am 6. März 1900), Erich Walter (geb. am 29. Juli 1904). Ihre Tochter heiratete später Robert Nettl aus Nové Dvory (geb. 1891), sie hatten eine Tochter namens Eva, geb. am 10. Mai 1922. Der letzte Wohnort von Růžena Mandelíková und ihres Mannes vor der Deportation war in Kolín. Am 13. Juni 1942 wurden sie mit dem Transport AAd ins Konzentrationslager Theresienstadt deportiert. Ihre Transportnummer war 139 von 736. Am 10. August 1942 kamen Tochter, Schwiegersohn und Enkelin in Theresienstadt an, ebenfalls deportiert aus Prag. Am 31. Oktober 1942 starb ihr Mann an den Folgen von Kachexie, verursacht durch Unterernährung. Ein Jahr später wurde Enkelin Eva von der Familie getrennt und ins Konzentrationslager Auschwitz deportiert, wo sie ermordet wurde. Am 15. Dezember 1943 wurde auch Růžena Mandelíková mit Transport Dr nach Auschwitz deportiert. Ihre Transportnummer war 1370 von 2.519. Sie wurde vom NS-Regime ermordet, mit hoher Wahrscheinlichkeit in einer der Gaskammern. Bruder Richard wurde 1943 in Auschwitz ermordet, Tochter Zdeňka, Schwiegersohn Robert Nettl und Schwester Gizela Brumlová 1944 ebendort. Das Schicksal ihrer Söhne und ihrer anderen sechs Geschwister ist unbekannt. |
|      | František Meisl                 | Kutnohorská 31 ·             | František Meisl, auch Ferentz Meisel, wurde am 17. August 1900 in Kolín geboren. Seine Eltern waren Albert Meisl und Růžena geb. Weisberger. Er hatte zwei Schwestern und einen Bruder: Gusta (geb. 1895), Anna (geb. 1897) und Pavel (geb. 1902). Am 7. Mai 1942 wurde er von Prag mit dem Transport At in das Konzentrationslager Theresienstadt deportiert. Seine Transportnummer war 337 von 1.001. Fünf Wochen später kamen seine Mutter, seine Schwester Gusta und deren Mann aus Kolín in Theresienstadt an. Seine zweite Schwester Anna und ihr Mann waren schon seit Februar 1942 im Konzentrationslager. Schritt für Schritt wurde die ganze Familie auseinandergerissen und ausgelöscht. Zuerst wurden die beiden Schwestern und ihre Ehemänner in Vernichtungslager deportiert, ein Paar nach Raasiku, das andere nach Treblinka. Dann starb seine Mutter am 11. Januar 1943, dann seine Tante Hedvika am 6. Dezember 1943. Zwölf Tage später, am 18. Dezember 1943, wurde František Meisl mit den Transport Ds in das Konzentrationslager Auschwitz deportiert. Seine Transportnummer war 614 von 2.503. Er wurde vom Nazi-Regime ermordet. Auch sein Bruder Pavel wurde im Laufe der Shoah ermordet. Das Schicksal seiner Frau ist unbekannt. |
|      | Pavel Meisl                     | Kutnohorská 31 ·             | Pavel Meisl, auch Paul, wurde am 16. März 1902 in Kolín geboren. Seine Eltern waren Albert Meisl und Růžena geb. Weisberger. Er hatte zwei Schwestern und einen Bruder: Gusta (geb. 1895), Anna (geb. 1897) und František (geb. 1900). Sein letzter Wohnsitz vor seiner Verhaftung und Deportation war in Prag XIII, Ruská 64. Er wurde vom NS-Regime ermordet. Die näheren Umstände seines Todes sind nicht bekannt. Seine Mutter und alle Geschwister wurden im Laufe der Shoah ebenfalls ermordet. Das Schicksal seiner Frau ist unbekannt. |
|      | Růžena Meislová geb. Weisberger | Kutnohorská 31 ·             | Růžena Meislová geb. Weisberger, auch Rosa Meisl, wurde am 10. Mai 1874 in Kolín geboren. Ihre Eltern waren Jakob Weisberger und Maria geb. Heller. Sie hatte drei Schwestern, Julie (geboren 1874), Pauline (geboren 1875) und Hedwig, auch Hedvika, später verheiratete Hoffmann. Sie war mit Albert Meisl verheiratet. Das Paar hatte zwei Töchter und zwei Söhne: - Gusta (geb. am 7. Juli 1895), später verheiratet mit Leo Schmolka, - Anna (geb. am 24. Februar 1897), später verheiratet mit Rudolf Lebenhart, - František (geb. 1900), später verheiratet mito Klara Sara geb. Pick und - Pavel (geb. 1902), später verheiratet mit Ludmilla. Ihr letzter Wohnsitz vor der Deportation war in Kolín. Am 13. Juni 1942 wurde sie, ihre Schwester Hedvika, ihre Tochter Gusta und deren Ehemann Leo Schmolka mit dem Transport AAd in das Konzentrationslager Theresienstadt deportiert. Ihre Transportnummern waren 84, 85 und 345 von 736. In Theresienstadt befanden sich bereits ihre Tochter Anna und deren Ehemann (seit 8. Februar) und ihr Sohn František (seit 7. Mai). Schritt für Schritt wurde die ganze Familie auseinandergerissen und ausgerottet. Am 1. September 1942 wurden Tochter Anna und ihr Mann nach Raasiku deportiert. Am 8. Oktober 1942 wurden Tochter Gusta und ihr Mann nach Treblinka deportiert. Am 11. Januar 1943 wurde Růžena Meislová in Theresienstadt ums Leben gebracht. Am 6. Dezember 1943 wurde ihre Schwester Hedvika in Theresienstadt ermordet. Am 16. Dezember 1943 wurde ihr Sohn František nach Auschwitz deportiert. Er wurde dort ermordet. Ihr Sohn Pavel wurde an einem unbekannten Ort ermordet. Das Schicksal ihrer Schwestern Julie und Pauline ist unbekannt. |
|      | David Mendl                     | Kmochova ulice, dům 335 ·    | MUDr. David Mendl wurde am 30. September 1876 in Kolín geboren. Er studierte Medizin, wurde Arzt und heiratete Berta. Der letzte Wohnort des Paares vor der Deportation war in Kolín. Am 13. Juni 1942 wurden MUDr. David Mendl und seine Frau mit Transport AAd in das Konzentrationslager Theresienstadt deportiert. Seine Transportnummer war 130 von 736. Einen Monat später, am 14. Juli 1942, wurde das Ehepaar mit Transport AAx ins Vernichtungslager Maly Trostinez deportiert. Seine Transportnummer war 130 von 1.000. Beide wurden ermordet. |
|      | Berta Mendlová                  | Kmochova ulice, dům 335 ·    | Berta Mendlová wurde am 25. Mai 1879 in Kolín geboren. Sie war mit MUDr David Mendl verheiratet, einem Arzt. Es ist nicht bekannt, ob das Paar Kinder hatte oder nicht. Der letzte Wohnort des Paares vor der Deportation war in Kolín. Am 13. Juni 1942 wurden Berta Mendlová und ihr Mann mit Transport AAd in das Konzentrationslager Theresienstadt deportiert. Ihre Transportnummer war 131 von 736. Einen Monat später, am 14. Juli 1942, wurde das Ehepaar mit Transport AAx ins Vernichtungslager Maly Trostinez deportiert. Ihre Transportnummer war 129 von 1.000. Beide wurden ermordet. |
|      | Karel Ornstein                  | Karlovo náměstí 89 ·         | JUDr. Karel Ornstein wurde am 27. August 1901 geboren. Seine Eltern waren Dr. Josef Ornstein (geb. am 17. Mai 1863) und Hermine geb. Brod (geboren am 28. März 1880 in Dolní Bučice). Er studierte Rechtswissenschaften und heiratete Rita geb. Bauer. Das Paar hatte mindestens eine Tochter, Eva (geb. 1938). Im Familienverband lebte auch Karl Ornsteins Mutter. Der letzte Wohnsitz der Familie vor der Deportation war in Kolín. Am 13. Juni 1942 wurden alle vier Familienmitglieder und seine Schwiegermutter von Kolín mit Transport Aad von Kolín ins Konzentrationslager Theresienstadt deportiert. Seine Transportnummer war 721 von 736. Dort blieb die Familie 18 Monate lang interniert. Am 18. Dezember 1943 wurden sie alle mit Transport Ds ins Konzentrationslager Auschwitz deportiert. Seine Transportnummer war 1912 von 2.503. JUDr. Karel Ornstein, seine Ehefrau und ihre 5-jährige Tochter sowie seine Mutter und seine Schwiegermutter wurden alle vom NS-Regime ermordet. |
|      | Eva Ornsteinová                 | Karlovo náměstí 89 ·         | Eva Ornsteinová wurde am 11. Juli 1938 geboren. Sie war die Tochter von JUDr. Karel Ornstein und Rita Ornsteinová. Sie wuchs in Kolín mit ihren Eltern und ihrer Großmutter Hermína Ornsteinová auf. Am 13. Juni 1942 wurden alle vier Familienmitglieder und ihre zweite Großmutter Marta Bauerová mit dem Transport AAd on Kolín in das Konzentrationslager Theresienstadt deportiert. Ihre Transportnummer war 726 von 736. Dort blieben die Familie 18 Monate lang interniert. Am 18. Dezember 1943 wurden die Familie mit Transport Ds ins Konzentrationslager Auschwitz deportiert. Ihre Transportnummer war 1914 von 2.503. Das kleine Mädchen und ihre Mutter wurden dort vom NS-Regime in einer der Gaskammern ermordet. Auch ihr Vater und ihre Großmütter verloren ihr Leben in Auschwitz. |
|      | Rita Ornsteinová geb. Bauer     | Karlovo náměstí 89 ·         | Rita Ornsteinová geb. Bauer wurde am 15. September 1913 in Kolín geboren. Ihre Eltern waren Ernest Bauer und Marta geb. Sandek (geb. am 2. Mai 1885). Sie hatte zumindest einen Bruder, Francis. Sie war mit JUDr Karel Ornstein verheiratet, einem Juristen. Das Paar hatte zumindest eine Tochter, Eva (geb. 1938), und sie lebten zusammen mit Karel Ornsteins Mutter Hermína. Der letzte Wohnsitz der Familie vor der Deportation war in Kolín. Am 13. Juni 1942 wurden Rita Ornsteinová, Ehemann, Tochter, Mutter und Schwiegermutter mit Transport AAd von Kolín ins Konzentrationslager Theresienstadt deportiert. Ihre Transportnummer war 721 von 736, die ihrer Mutter 669. Die Familie blieb 18 Monate lang interniert. Am 18. Dezember 1943 wurden alle fünf Familienmitglieder mit dem Transport Ds ins Konzentrationslager Auschwitz deportiert. Ihre Transportnummer war 1913 von 2.503, die ihre Mutter 1891. Rita Ornsteinová, ihr Ehemann und ihre 5-jährige Tochter sowie die beiden Großmütter des Mädchens wurden dort vom NS-Regime ermordet. Ihr Bruder Francis konnte überleben. |
|      | Hermína Ornsteinová geb. Brod   | Karlovo náměstí 89 ·         | Hermína Ornsteinová geb. Brod, auch Hermine, wurde am 28. März 1880 in Dolní Bučice geboren. Ihre Eltern waren Alois Brod und Marie geb. Friedländer. Sie hatte vier Brüder. Sie war verheiratet mit Dr. Josef Ornstein (geb. am 17. Mai 1863 in Hranice). Das Paar hatte einen Sohn, Karel (geb. am 27. August 1901). Ihr Sohn studierte Rechtswissenschaften und heiratete Rita geb. Bauer, das Paar hatte eine Tochter namens Eva (geb. 1938). Hermína Ornsteinová lebte mit dem jungen Paar und dessen Tochter in Kolín. Am 13. Juni 1942 wurden alle Familienmitglieder und die Mutter von Rita von Kolín von Kolín aus mit dem Transport Aad in das Konzentrationslager Theresienstadt deportiert. Ihre Transportnummer war 670 von 736. Dort blieben die Familie 18 Monate lang interniert. Am 18. Dezember 1943 wurden alle fünf Familienangehörigen mit dem Transport Ds in das Konzentrationslager Auschwitz deportiert. Ihre Transportnummer war 1947 von 2.503. Hermína Ornsteinová, ihr Sohn, ihre Schwiegertochter, ihre 5-jährige Tochter sowie die andere Großmutter des Mädchens wurden alle dort vom NS-Regime ermordet. |
|      | Emilie Picková                  | Karlovo náměstí 7 ·          | Emilie Picková wurde am 16. Oktober 1871 geboren. Ihr letzter Wohnsitz vor der Deportation war in Kolín. Am 13. Juni 1942 wurden sie und ihr Mann von Kolín mit dem Transport Aad in das Konzentrationslager Theresienstadt deportiert. Ihre Transportnummer war 185 von 736. Vier Monate später, am 22. Oktober 1942, wurde sie mit Transport Bx in das Vernichtungslager Treblinka deportiert. Ihre Transportnummer war 1094 von 2.033. Dort verlor sie ihr Leben. |
|      | Ludvík Premsler                 | Karlovo náměstí 9 ·          | Ludvík Premsler wurde am 27. Februar 1886 geboren. Er war mit Ida Premslerová verheiratet. Der letzte Wohnsitz der Eheleute vor der Deportation war in Kolín. Am 9. Juni 1942 wurden er und seine Frau von Kolín mit dem Transport AAc in das Konzentrationslager Theresienstadt deportiert. Seine Transportnummer war 311 von 725. Drei Monate später, am 1. September 1942, wurde das Ehepaar mit Transport Benach Raasiku in Estland deportiert. Seine Transportnummer war 562 von 1.000. Dort verloren Ludvík Premsler und eine Frau ihr Leben. |
|      | Ida Premslerová                 | Karlovo náměstí 9 ·          | Ida Premslerová wurde am 12. Januar 1889 geboren. Sie war mit Ludvík Bremser verheiratet. Ihr letzter Wohnsitz vor der Deportation war in Kolín. Am 9. Juni 1942 wurden sie und ihr Mann von Kolín mit dem Transport AAc in das Konzentrationslager Theresienstadt deportiert. Ihre Transportnummer war 312 von 725. Drei Monate später, am 1. September 1942, wurde das Ehepaar mit Transport Benach Raasiku in Estland deportiert. Ihre Transportnummer war 563 von 1.000. Dort verloren Ida Premslerová und ihr Mann ihr Leben. |
|      | Richard Reichner                | Na Hradbách 157 ·            | Richard Reichner wurde am 15. April 1865 in Kolín geboren. Er war mit Riva Reichnerová verheiratet. Am 13. Juni 1942 wurden er und seine Frau mit Transport AAd von Kolín ins Konzentrationslager Theresienstadt deportiert. Seine Transportnummer war 24 von 736. Am 31. Juli 1942 wurde er dort vom NS-Regime ermordet. Am 15. Dezember 1943 wurde seine Frau nach Auschwitz deportiert und in der Folge ermordet. |
|      | Riva Reichnerová                | Na Hradbách 157 ·            | Riva Reichnerová, auch Riwa, wurde am 25. Dezember 1873 in Kolín geboren. Sie war mit Richard Reichner verheiratet. Am 13. Juni 1942 wurde sie mit Transport AAd von Kolín ins Konzentrationslager Theresienstadt deportiert. Ihre Transportnummer war 25 von 736. Dort wurde ihr Ehemann am 31. Juli 1942 vom Nazi-Regime zu Tode gebracht. Siebzehn Monate später, am 15. Dezember 1943, wurde Riva Reichnerová mit Transport Dr in das Konzentrationslager Auschwitz deportiert. Ihre Transportnummer war 1727 von 2.519. Dort wurde auch sie ermordet. |
|      | Ota Stein                       | Zámecká ulice, dům čp. 88 ·  | Ota Stein wurde am 23. September 1887 geboren. Sein letzter Wohnsitz vor der Deportation war in Ledečko in Uhlířské Janovice. Er und Marta Steinová wohnten im selben Gebäude, vermutlich als Ehepaar oder als Geschwister. Am 5. Juni 1942 wurden er und Marta Steinová von Kolín mit dem Transport AAc in das Konzentrationslager Theresienstadt deportiert. Seine Transportnummer war 483 von 745. Fünfzehn Monate später, am 6. September 1943, wurden beide in das Konzentrationslager Auschwitz mit dem Transport Dl deportiert. Ihre Transportnummer war 2089 von 2.484. Beide wurden dort vom NS-Regime ermordet. |
|      | Marta Steinová                  | Zámecká ulice, dům čp. 88 ·  | Marta Steinová wurde am 19. Mai 1886 geboren. Ihr letzter Wohnsitz vor der Deportation war in Ledečko in Uhlířské Janovice. Sie und Ota Stein wohnten im selben Gebäude, vermutlich als Ehepaar oder als Geschwister. Am 5. Juni 1942 wurden sie und Ota Stein von Kolín mit dem Transport AAc in das Konzentrationslager Theresienstadt deportiert. Ihre Transportnummer war 484 von 745. Fünfzehn Monate später, am 6. September 1943, wurden beide in das Konzentrationslager Auschwitz mit dem Transport Dl deportiert. Ihre Transportnummer war 2090 von 2.484. Beide wurden dort vom NS-Regime ermordet. |
|      | Žofie Weissbergerová            | Husova ulice č. popisné 49 · | Žofie Weissbergerová wurde am 28. April 1872 geboren. Sie lebte im selben Gebäude wie Hermína Weinerová. Am 13. Juni 1942 wurden sie und Weinerová mit Transport Aad von Kolín ins Konzentrationslager Theresienstadt deportiert. Ihre Transportnummer war 80 von 736. Hermína Weinerová wurde dort durch das NS-Regime zu Tode gebracht, laut Sterbeurkunde der Nazi-Ärzte am 15. Oktober 1942. Am selben Tag wurde Žofie Weissbergerová mit Transport Bv in das Vernichtungslager Treblinka deportiert. Ihre Transportnummer war 1250 von 2.000. Kein einziger Jude aus diesem Transport überlebte die Shoah. |
|      | Hermína Weinerová               | Husova ulice č. popisné 49 · | Hermína Weinerová wurde 1872 geboren. Sie wohnte im selben Gebäude wie Žofie Weissbergerová. Am 13. Juni 1942 wurden sie und Weissbergerová mit Transport Aad von Kolín ins Konzentrationslager Theresienstadt deportiert. Ihre Transportnummer war 81 von 736. Hermína Weinerová wurde dort durch das NS-Regime zu Tode gebracht, am 15. Oktober 1942 laut Sterbeurkunde der Nazi-Ärzte oder am 11. Januar 1943 laut Yad Vashem und holocaust.cz. |

Ohne Anspruch auf Vollständigkeit. In Kolín wurden mit hoher Wahrscheinlichkeit weitere Stolpersteine verlegt, welche in den bislang vorliegenden Quellen nicht erfasst sind.

## Verlegedaten
Die Stolpersteine in Kolín wurden von Gunter Demnig persönlich an folgenden Tagen verlegt:
- 10. Oktober 2008
- 6. November 2009[75][76]